# Akropolis (spektakl Teatru Laboratorium)
Akropolis Jerzego Grotowskiego oparte jest na dramacie poetyckim Stanisława Wyspiańskiego, napisanym w latach 1903–1904,  jest uznawane za swoistą materializację teatru ubogiego i wciąż zaliczane do kanonu arcydzieł teatru XX wieku. Przedstawienie pierwszy raz zostało wystawione w Teatrze Laboratorium 13 Rzędów 10 października 1962 roku. To właśnie w trakcie przygotowań do tego spektaklu Ludwik Flaszen po raz pierwszy użył terminu „teatr ubogi”, a zespół Grotowskiego oficjalnie uznał swoją pracę za naukowo ukierunkowane badania prowadzone w Teatrze-Laboratorium.

## Obsada
Wariant I (10 października 1962): Maja Komorowska, Rena Mirecka, Zygmunt Molik, Zbigniew Cynkutis, Antoni Jahołkowski, Ryszard Cieślak, Andrzej Bielski
Wariant II (24 listopada 1962): Rena Mirecka, Zygmunt Molik, Zbigniew Cynkutis, Antoni Jahołkowski, Ryszard Cieślak, Andrzej Bielski, Maciej Prus zastąpił Maję Komorowską (doszło do zmian w spektaklu m.in. przekształceniem miłosnego dialogu Heleny i Parysa w rozmowę dwóch kochanków – mężczyzn).
Wariant III (10 czerwca 1964): z zespołu odeszli Zbigniew Cynkutis i Maciej Prus, a pojawili się Mieczysław Janowski i Andrzej „Gaston” Kulig.
Wariant IV (16 stycznia 1965): bez zmian w obsadzie.
Wariant V najlepiej znany, ostatni wariant (17 maja 1967): Zygmunt Molik (Jakub, Harfiarz), Rena Mirecka (Rebeka, Kasandra), Antoni Jahołkowski (Izaak, Strażnik), Ryszard Cieślak (zastępowany niekiedy przez Czesława Wojtałę – Ezaw, Hektor), Zbigniew Cynkutis (Laban, Parys), Stanisław Scierski (Klio, Helena) oraz Andrzej Paluchiewicz.

## Tematyka spektaklu
Jerzy Grotowski tak opisał początek spektaklu: „(…) sala jest pusta, widzowie znajdują się w różnych miejscach, w centrum sali znajduje się skrzynia, a na niej rury z żelaza. Z zascenia słychać hałas, grupa aktorów, którzy są jak więźniowie Oświęcimia, niesie ciężkie przedmioty do pracy; wchodzą i kierują się do środka, stają po dwóch stronach skrzyni i wypowiadają tekst klasycznego dramatu jako skargę więźniów. Jeden z nich wchodzi na skrzynię i żelazne rury i zaczyna grać na swoich skrzypcach dobrze znaną, wesołą melodię, którą grała orkiestra w Oświęcimiu”. Więźniowie budują na scenie obóz i ukazują zgromadzonym daremność o jałowość takiej egzystencji, tworzą jednocześnie ze słów Wyspiańskiego rodzaj syntetycznego powtórzenia dziejów ludzkości, powracającej wciąż do tego samego punktu wyjścia, będącego zarazem punktem martwoty.
Dramaturgia i znaczenie Akropolis odbiegają od dramaturgii i znaczeń dramatu Wyspiańskiego, zmienione zostały ramy sytuacyjne, ale przede wszystkim dramat mówił o czymś zupełnie innym niż dramat Wyspiańskiego.
Widzowie zostali rozsadzeni po całej przestrzeni, zaproszono ich do uczestnictwa w bardzo szczególnym Nawiedzeniu grobu bez podziału na scenę i widownię. Pomiędzy nimi, niekiedy na odległość wyciągniętej ręki, uwijały się w pracy postacie dramatu. Więźniowie obozu zagłady mamrotali fragmenty Homera i Biblii i mozolnie zabudowywali sceniczną przestrzeń zardzewiałym żelastwem. Aktorzy przez cały spektakl-obrzęd przebywali w innej rzeczywistości niż publiczność – zdawali się nie mieć ciał, przypominali duchy, ale jedynie ich obecność była realna w upiornym świecie łagru, widzowie gościli tu co najwyżej jako turyści. W finale zmartwychwstały Zbawca okazywał się szmacianą kukłą, a rozśpiewana procesja szła do krematorium.

## Scenografia i kostiumy
Za scenografię, kostiumy, rekwizyty odpowiedzialny był Józef Szajna (początkowo scenografię do Akropolis miał opracować Piotr Potworowski, który zmarł 24 kwietnia 1962 roku). Aranżacją przestrzeni scenicznej zajmował się Jerzy Gurawski.
Plan architektury teatralnej wprowadził jednolitą przestrzeń, „zlikwidował” tradycyjną, charakterystyczną dla sceny pudełkowej opozycję: scena-widownia. Terenem działania teatralnego jest dla Grotowskiego cała sala, „scenowidownia”, gdzie toczy się gra na styku dwóch zespołów: aktorów i widzów. Część akcji dramatu rozgrywała się wokół dużej drewnianej skrzyni na środku oraz dwóch platform; czasami, te drugie służyły, by zaakcentować różnice między domostwami Żydów i Trojan. Często porównywano je ze średniowiecznymi mansjonami.
Scenografię tworzyły przedmioty przypadkowo znalezione, zniszczone i używane, przede wszystkim metalowe, kojarzące się ze „złomem żelaznym” z dwuwersu Tadeusza Borowskiego, który stanowił motto przedstawienia („Zostanie po nas złom żelazny/ I głuchy drwiący śmiech pokoleń”). Rury piecykowe, kable, manekiny, wanny, taczki, elementy żelastwa – te przedmioty właśnie były kluczowe do stworzenia „poetyckiej parafrazy obozu zagłady”, jak nazwał przestrzeń Flaszen.
Kostiumy, które mieli aktorzy, to dziurawe wory na nagich ciałach, na nogach – drewniane chodaki, na głowach – ciemne berety. Aktorzy poprzez taką stylizację byli całkowicie do siebie podobni, pozbawieni indywidualnych cech. Dobór kostiumów współtworzył rzeczywistość obozową, w obrębie której rozgrywała się akcja przedstawienia.
Grotowski przykazał aktorom stworzyć mięśniami twarzy maski. Można obecnie zobaczyć to na zachowanych fotografiach twarzy aktorów. „Każda z postaci [miała] od początku do końca przyklejony do twarzy ten sam grymas”, komentował Flaszen. Taki zabieg miał „eliminować rysy osobowe”, przemienić poszczególne osoby dramatu w anonimowych „przedstawicieli gatunku”. Aktor używał własnej twarzy do ukrycia swego jednostkowego istnienia.

## Akropolis – Auschwitz
Grotowski zestawiając Auschwitz z Wawelem–Akropolem, poniekąd w duchu „dialektyki apoteozy i ośmieszenia”, zdaje się zadawać pytanie o nasze miejsce kultu i miejsce najważniejsze dla naszej cywilizacji, w tym miejscu zderzają się wielkie mity zachodniej cywilizacji z Zagładą. Obóz koncentracyjny został wprowadzony w warstwie scenicznej, nie ma jego śladów obecności w tekście (oprócz paru subtelnych aluzji, jak pojawiające się w II akcie, słowa „Włosy, włosy” mogące budzić skojarzenia z obrazem góry ludzkich włosów zapadającym w pamięć każdemu, kto zwiedzał Muzeum Zagłady w Oświęcimiu).
Grotowski w centrum wydarzeń scenicznych umieścił figurę obozowego „muzułmana” – więźnia skrajnie wycieńczonego z powodu głodu, tacy więźniowie nie nadają się do pracy. Są kandydatami do najbliższej wybiórki do gazu, są „żywymi trupami". Reżyser odwołuje się bardzo wyraźnie do uniwersalnej symboliki o obozu koncentracyjnego, konsekwentnie pomija opowieści o heroicznym oporze i wzniosłym „męczeństwie Narodu Polskiego i innych Narodów”. Skupił się na przywołaniu wypieranej pamięci o degradacji, utracie człowieczeństwa.

## Zapis spektakluAkropolis
Film zrealizowano 27 października – 2 listopada 1968 roku w Studiu Twickhenham pod Londynem. Pierwsza emisja w Telewizji Nowojorskiej, poprzedzona wprowadzeniem Petera Brooka, odbyła się na kanale 13 dnia 12 stycznia 1969 roku. W zarejestrowanym spektaklu udział wzięli: Zygmunt Molik (Jakub, Harfiarz), Rena Mirecka (Rebeka, Kasandra), Antoni Jahołkowski (Izaak, Strażnik), Ryszard Cieślak (Ezaw, Hektor), Zbigniew Cynkutis (Laban, Parys), Stanisław Scierski (Klio, Helena) oraz Andrzej Paluchiewicz.